# Chlorotimandra
Chlorotimandra là một chi bướm đêm thuộc họ Geometridae.